# Зола Джизус
Zola Jesus (Зола Джизус) — псевдоним певицы и автора песен Ники Розы Даниловой (англ. Nika Danilova или Nicole Hummel), американки русского происхождения. Выпустила четыре мини-альбома и пять полноформатных альбомов, сочетающие в себе оттенки индустриального, классического, электронного, готического и экспериментального рока. Получила преимущественно хорошие отзывы от музыкальных критиков и считается одним из музыкальных открытий 2011 года. Выход шестого альбома запланирован на 8 сентября 2017 года.

## Биография
Ника Роза Данилова родилась 11 апреля 1989 года в Финиксе, штат Аризона, росла в Меррилле, Висконсин. Из воспоминаний детства — холод, отсутствие ТВ и интернета и отсутствие общения с кем бы то ни было из сверстников, за исключением брата. B возрасте 7 лет Ника Роза начала покупать кассеты с обучением вокалу, позже — брать уроки оперного пения по собственной инициативе. В течение 10 лет онa то бросала, то снова начинала обучение, но до выступлений дело так и не дошло. «Я не практиковалась в пении, когда домашние были рядом», — признается девушка.
В подростковом возрасте Данилова начала рок-эксперименты, взяв псевдоним от имен Иисуса Христа и писателя Эмиля Золя, она говорит, что этим сознательно хотела оттолкнуть сверстников. Вдохновляясь Иэном Кёртисом, Диамандой Галас, Лидией Ланч, Throbbing Gristle и Swans (при этом не забывая о поп-музыке и классике), будущая звезда работала в «домашней студии», состоящей из синтезатора, драммашины и того, «что ещё было под рукой». Первые результаты труда — синглы «Poor Sons» и «Soeur Sewer», увидевшие свет в 2008 году.
В 2009, ещё до окончания Даниловой университета (Висконсинского университета в Мадисоне), выходит дебютный альбом Zola Jesus — The Spoils, записанный все в тех же родных пенатах. Затем последовали EP Тsar Bomba и сборник New Amsterdam. Для гастролей Ника Роза собрала группу — ритм-секцию и клавишника. Состав менялся и расширялся. В 2010 Zola Jesus записали EP Stridulum и Valusia, тяготеющиe к более мягкому звучанию. Мини-альбом LA Vampires Meets Zola Jesus — результат сотрудничества с Амандой Браун — поворот в сторону «еще лоуфайней, чем lo-fi» и авангарда. Для усугубления полной беспросветности в мини-альбом включен кавер реггей-хита Дон Пенн. Следующий альбом возник просто — из двух ЕР. Последний релиз — Conatus — вышел 26 сентября 2011 г. и ознаменовал собой окончательную победу Zola Jesus над андеграундом. К записи был привлечен продюсер, звук украсили классические струнные инструменты. С 2009 года Ника Роза входит в состав пост-панк группы Former Ghosts.

## Состав концертной группы
- Зола Джизус — вокал, клавишные
- Алекс ДеГрут — программирование

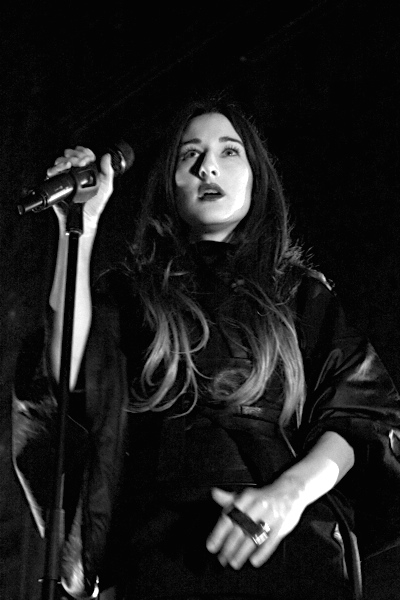

- Дэниэл Уолтер Итен — тромбон, клавишные
- Майкл Пинод — ударные

## Дискография
- The Spoils (2009)
- Stridulum II (2010)
- Conatus (2011)
- Versions (2013)
- Taiga (2014)
- Okovi (2017)
- Arkhon (2022)